# Municipio de Córdoba (Veracruz)
El municipio de Córdoba es uno de los 212 municipios del estado mexicano de Veracruz. Su cabecera es la localidad de Córdoba. Es parte de la Zona metropolitana de Córdoba.

## Geografía
El municipio de Córdoba colinda al oeste con los municipios de Fortín y Chocamán; al norte con los municipios de Tomatlán y de Ixhuatlán del Café; y al este y sur con el municipio de Amatlán de los Reyes.

## Localidades
El municipio de Córdoba cuenta con 95 localidades.
| Localidad                     | Población (2020) |
| ----------------------------- | ---------------- |
| Córdoba                       | 139 075          |
| La Luz Francisco I. Madero    | 10 907           |
| El Pueblito                   | 8 479            |
| Miguel Aguilar (Rancho Palma) | 816              |
| Cervantes y Lozada            | 173              |

## Gobierno
| Presidente municipal         | Periodo   | Partido | Partido                              |
| ---------------------------- | --------- | ------- | ------------------------------------ |
| León Sánchez Arévalo         | 1955-1958 |         | Partido Revolucionario Institucional |
| Pablo de la Llave Krauss     | 1958-1961 |         | Partido Revolucionario Institucional |
| Rafael Espinosa Flores       | 1961-1964 |         | Partido Revolucionario Institucional |
| Silvestre Aguilar Morás      | 1964-1967 |         | Partido Revolucionario Institucional |
| Guillermo García Rivera      | 1967-1970 |         | Partido Revolucionario Institucional |
| Héctor Salmerín Roiz         | 1970-1973 |         | Partido Revolucionario Institucional |
| Julio Zapata Castro          | 1973-1976 |         | Partido Revolucionario Institucional |
| Silvestre Aguilar Morás      | 1976-1979 |         | Partido Revolucionario Institucional |
| Juan Herrera Marín           | 1979-1982 |         | Partido Revolucionario Institucional |
| Jorge Neri Morales           | 1982-1985 |         | Partido Revolucionario Institucional |
| Carlos Manuel Mendoza Zavala | 1985-1988 |         | Partido Revolucionario Institucional |
| Bernardo Cessa Camacho       | 1988-1991 |         | Partido Revolucionario Institucional |
| José Enrique Bustos Bertheu  | 1991-1994 |         | Partido Revolucionario Institucional |
| Jaime Tomás Ríos Bernal      | 1994-1997 |         | Partido Acción Nacional              |
| Armando Croda de la Vequia   | 1997-2000 |         | Partido Acción Nacional              |
| Edgar Hugo Fernández Bernal  | 2000-2004 |         | Partido Acción Nacional              |
| Francisco Portilla Bonilla   | 2004-2007 |         | Partido Revolucionario Institucional |
| Juan Antonio Lavín Torres    | 2007-2010 |         | Partido Revolucionario Institucional |
| Guillermo Rivas Díaz         | 2010-2013 |         | Partido Revolucionario Institucional |
| Jaime Tomás Ríos Bernal      | 2013-2017 |         | Partido Acción Nacional              |
| Leticia López Landeros       | 2017-2021 |         | Partido Acción Nacional              |
| Juan Martínez Flores         | 2021-2025 |         | Movimiento Regeneración Nacional     |